# Erik Holst
Pour les articles homonymes, voir Holst (homonymie).
Carl Erik Holst, né le 21 juin 1922 à Nakskov (Danemark) et mort le 25 avril 2013, est un homme politique danois, membre des Sociaux-démocrates, ancien ministre et ancien député au Parlement (le Folketing) et au Parlement européen.

## Sources
- (da) Cet article est partiellement ou en totalité issu de l’article de Wikipédia en danois intitulé « Erik Holst » (voir la liste des auteurs).